# Кarl Sеndberg
Karl Avgust Sendberg (6. januar 1878 – 22. jul 1967) bio je američki pesnik, biograf, novinar i urednik. On je dobio tri Pulicerove nagrade: dve za njegovu poeziju i jednu za njegovu biografiju Abrahama Linkolna. Tokom svog života Sendberg je smatran „vodećom figurom u savremenoj literaturi”, posebno zbog tomova njegovih sabranih stihova, uključujući Čikaške pesme (1916), Kornhaskere (1918) i Dim i čelik (1920). On je uživao je u „nenadmašnoj privlačnosti pesnika svog vremena, možda zato što ga je širina njegovih iskustava povezivala sa toko puno niti američkog života”. Na komeraciji povodom njegove smrti 1967. godine, predsednik Lindon Džonson je primetio da „Karl Sendberg je bio više od glasa Amerike, više od pesnika njegove snage i genijalnosti. On je bio Amerika.”

## Život
Кarl Sеndberg je rođen u trosobnoj kući na adresi 313 Istočna treća ulica u Gejlsburgu u saveznoj državi Ilinois, kao sin Klare Matilde (rođene Anderson) i Avgusta Sendberga. Njegovi roditelji su bili švedskog porekla. Nadimak „Čarls” ili „Čarli” usvojio je u osnovnoj školi otprilike u isto vreme kada su on i njegova dva najstarija srodinka promenili pravopis prezimena u „Sandburg”.
Sa trinaest godina napustio je školu i počeo da vozi kamion za mleko. Od oko četrnaest do sedamnaest ili osamnaest godina radio je kao portir u brijačnici hotela Union u Galesbergu. Nakon toga, ponovo je radio kao raznosač mleka tekom 18 meseci. Potom je postao zidar i radnik na pšenicičnim poljima u Kanzasu. Nakon intervala provedenog u koledžu Lombard u Gejlsburgu, on je postao hotelski sluga u Denveru, a zatim ložač uglja u Omahi. On je započeo karijeru pisca kao novinar za Čikago Dejli Njuz. Kasnije je pisao poeziju, bavio se istorijom, pisao biografije, romane, dečiju literaturu i kritike o filmovima. Sendberg je takođe sakupljao i uređivao knjige balada i folklora. Veći deo svog života proveo je na Srednjem zapadu pre nego što se preselio u Severnu Karolinu.
Sendberg je dobrovoljno otišao u vojsku (nije bio regrutovan) i bio je stacioniran u Portoriku sa 6. pešačkim Ilinoiskim pešadijskim odredom tokom Špansko-američkog rata, iskrcavajući se u Gvanici, 25. jula 1898. Sendberg nikada zapravo nije bio poslat u bitku. On je pohađao vojnu akademiju Vest Pojnt samo dve nedelje, pre nego što je pao na ispitima iz matematike i gramatike. Sendberg se vratio u Gejlsburg i upisao koledž Lombard, ali je studije napustio bez diplome 1903. godine. Zatim se preselio u Milvoki u saveznoj državi Viskonsin, i pridružio se Socijaldemokratskoj partiji, imenu po kojem je Socijalistička partija Amerike bila poznata u toj državi. Sendberg je služio kao sekretar Emila Sajdela, socijalističkog gradonačelnika Milvokija od 1910. do 1912.
Sendberg se upoznao sa Lilijan Stajčen (1883-1977) u kancelariji Socijaldemokratske partije 1907, a venčali su se sledeće godine. Njen brat bio je fotograf Edvard Stajčen. Sendberg je sa suprugom, koju je zvao Pola, odgajao tri kćerke. Sendbergovi su se preselili u Harbert u Mičigenu, a potom u predgrađe Čikaga u državi Ilinois. Oni su živeli u Evanstonu u državi Ilinois pre nego što su se nastanili na adresi 331 S. Jork ulica u Elmherstu u državi Ilinois od 1919. do 1930. Tokom tog vremena Sendberg je napisao Čikaške poeme (1916), Kornhaskeri (1918) i Dim i čelik (1920). Godine 1919. Sendberg je dobio Pulicerovu nagradu „omogućenu posebnom stipendijom Poetskog društva” zbog njegove zbirke Kornhaskeri.

## Bibliografija
- In Reckless Ecstasy (1904) (poetry) (originally published as Charles Sandburg)
- Incidentals (1904) (poetry and prose) (originally published as Charles Sandburg)
- Plaint of a Rose (1908) (poetry) (originally published as Charles Sandburg)
- Joseffy (1910) (prose) (originally published as Charles Sandburg)
- You and Your Job (1910) (prose) (originally published as Charles Sandburg)
- Chicago Poems (1916) (poetry)
- Cornhuskers (1918) (poetry)
- Chicago Race Riots (1919) (prose) (with an introduction by Walter Lippmann)
- Clarence Darrow of Chicago (1919) (prose)
- Smoke and Steel (1920) (poetry)
- Rootabaga Stories (1922) (children's stories)
- Slabs of the Sunburnt West (1922) (poetry)
- Rootabaga Pigeons (1923) (children's stories)
- Selected Poems (1926) (poetry)
- Abraham Lincoln: The Prairie Years (1926) (biography)
- The American Songbag (1927) (folk songs)[15][16]
- Songs of America (1927) (folk songs) (collected by Sandburg; edited by Alfred V. Frankenstein)
- Abe Lincoln Grows Up (1928) (biography [primarily for children])
- Good Morning, America (1928) (poetry)
- Steichen the Photographer (1929) (history)
- Early Moon (1930) (poetry)
- Potato Face (1930) (children's stories)
- Mary Lincoln: Wife and Widow (1932) (biography)
- The People, Yes (1936) (poetry)
- Abraham Lincoln: The War Years (1939) (biography)
- Storm over the Land (1942) (biography) (excerpts from Sandburg's own Abraham Lincoln: The War Years)
- Road to Victory (1942) (exhibition catalog) (text by Sandburg; images compiled by Edward Steichen and published by the Museum of Modern Art)
- Home Front Memo (1943) (essays)
- Remembrance Rock (1948) (novel)
- Lincoln Collector: the story of the Oliver R. Barrett Lincoln collection (1949) (prose)
- The New American Songbag (1950) (folk songs)
- Complete Poems (1950) (poetry)
- The Wedding Procession of the Rag Doll and the Broom Handle and Who Was In It (1950) (children's story)
- Always the Young Strangers (1953) (autobiography)
- Selected Poems of Carl Sandburg (1954) (poetry) (edited by Rebecca West)
- The Family of Man (1955) (exhibition catalog) (introduction; images compiled by Edward Steichen)
- Prairie-Town Boy (1955) (autobiography) (essentially excerpts from Always the Young Strangers)
- Sandburg Range (1957) (prose and poetry)
- Harvest Poems, 1910–1960 (1960) (poetry)
- Wind Song (1960) (poetry)
- The World of Carl Sandburg (1960) (stage production) (adapted and directed by Norman Corwin, dramatic readings by Bette Davis and Leif Erickson, singing and guitar by Clark Allen, with closing cameo by Sandburg himself)
- Carl Sandburg at Gettysburg (1961) (documentary)
- Honey and Salt (1963) (poetry)
- The Letters of Carl Sandburg (1968) (autobiographical/correspondence) (edited by Herbert Mitgang)
- Breathing Tokens (poetry by Sandburg, edited by Margaret Sandburg) (1978) (poetry)
- Ever the Winds of Chance (1983) (autobiography) (started by Sandburg, completed by Margaret Sandburg and George Hendrick)
- Carl Sandburg at the Movies: a poet in the silent era, 1920–1927 (1985) (selections of his reviews of silent movies; collected and edited by Dale Fetherling and Doug Fetherling)
- Billy Sunday and other poems (1993) (edited with an introduction by George Hendrick and Willene Hendrick)
- Poems for Children Nowhere Near Old Enough to Vote (1999) (compiled and with an introduction by George and Willene Hendrick)
- Poems for the People. (1999) 73 newfound poems from his early years in Chicago, edited with an introduction by George Hendrick and Willene Hendrick
- Abraham Lincoln: The Prairie Years and the War Years (2007) (illustrated edition with an introduction by Alan Axelrod)

## Literatura
- Niven, Penelope. Carl Sandburg: A Biography. New York: Scribner's, 1991.
- Sandburg, Carl. The Letters of Carl Sandburg. New York: Harcourt, Brace & World, 1968.
- Sandburg, Helga. A Great and Glorious Romance: The Story of Carl Sandburg and Lilian Steichen. New York: Harcourt Brace Jovanovich, 1978.

## Spoljašnje veze
- Carl Sandburg's birthplace in Galesburg, IL (at sandburg.org)
- Carl Sandburg Birthplace, Galesburg, IL (at uncharted101.com)
- Carl Sandburg Home, North Carolina from the National Park Service
- Carl Sandburg на сајту Пројекат Гутенберг (језик: енглески)
- Кarl Sеndberg на сајту Internet Archive (језик: енглески)
- Кarl Sеndberg на сајту LibriVox (језик: енглески)
- The Day Carl Sandburg Died, PBS American Masters video
- Prayers for the People: Carl Sandburg's Poetry and Songs Архивирано на веб-сајту  (18. октобар 2019), a Nebraska Educational Telecommunications film, University of Nebraska (video, 1 hour)
- Carl Sandburg databases from the University of Illinois
- Carl Sandburg from the FBI website
- Previously unknown Sandburg poem focuses on power of the gun
- Oliver Barrett-Carl Sandburg Papers Архивирано на веб-сајту  (9. март 2015) at Newberry Library
- Heitman, Danny (2013). „A Workingman's Poet”. Humanities. National Endowment For The Humanities. 34 (2). Приступљено 6. 1. 2015.
- Carl Sandburg на веб-сајту , са 276 каталошких евиденција
- Helga Sandburg at LC Authorities, with 20 records
- Carl Sandburg Home NHS images on Open Parks Network
- North Carolina Writers Photographs Collection, J Murrey Atkins Library, UNC Charlotte
- Sandburg Series in the Harry Golden papers, J Murrey Atkins Library, UNC Charlotte